# Coccinella californica
Coccinella californica är en skalbaggsart som beskrevs av Mannerheim 1843. Coccinella californica ingår i släktet Coccinella och familjen nyckelpigor. Inga underarter finns listade i Catalogue of Life.